# Puuk (Kembang Tanjong)
Puuk is een bestuurslaag in het regentschap Pidie van de provincie Atjeh, Indonesië. Puuk telt 339 inwoners (volkstelling 2010).